# Kustkänguruspringmus
Kustkänguruspringmus (Dipodomys agilis) är en däggdjursart som beskrevs av William Gambel 1848. Dipodomys agilis ingår i släktet känguruspringmöss, och familjen påsmöss. IUCN kategoriserar arten globalt som livskraftig. Inga underarter finns listade i Catalogue of Life, men Wilson & Reeder (2005) skiljer mellan två underarter, D. a. agilis och D. a. perplexus.
Denna gnagare hittas i södra Kalifornien norr om Los Angeles. Den vistas där i kulliga områden och bergstrakter som är täckta av buskar och hed (chaparral) samt på bergstoppar med barrskog.